# Merdaret
Der Merdaret ist ein kleiner Fluss in Frankreich, der im Département Isère in der Region Auvergne-Rhône-Alpes verläuft. Er entspringt unter dem Namen Ruisseau de Murinais im Gemeindegebiet von Murinais, entwässert generell Richtung Südsüdwest und mündet nach rund 19 Kilometern im Gemeindegebiet von Saint-Hilaire-du-Rosier als linker Nebenfluss in den Furand. Auf den letzten fünf Kilometern wird der Merdaret von der Autobahn A49 begleitet.

## Orte am Fluss
(Reihenfolge in Fließrichtung)
- Murinais
- Chevrières
- Chatte
- La Sône
- Saint-Hilaire-du-Rosier